# マサラ上映
マサラ上映（マサラじょうえい）とは、日本の映画館でインド映画を上映する際に行われる応援（発声）上映の一種である。マサラシステム、マサラスタイル、ライブアクション上映とも呼ばれる。映画のジャンルであるマサラ映画とは異なる用語。

## 内容
自由に映画を鑑賞するスタイルがマサラ上映である。日本の映画館では"映画は静かに見る"ことが求められることが多い。しかしマサラ上映では映画に合わせて踊ったり歌ったり歓声や応援、悲鳴をあげたりクラッカーを鳴らしたり紙吹雪をまいたり風船を飛ばしたりして、ある程度のルールの範囲内であれば何でもありという観客が主体的に映画に参加するもの。
録画は禁止とされることが多いが、上映終了後に上映館主体による参加者全員で記念集合写真を撮ることがある。
インド映画またはボリウッド映画を上映する際にマサラ上映が行われることが多く、南インドのタミル・ナードゥ州では実際にこのスタイルの上映が行われているという。

## 歴史
2001年6月大阪の動物園前シネ・フェスタで『バーシャ! 踊る夕陽のビッグボス』が上映された時に"バーシャ! 普及委員会"の考案によって日本で初めてマサラ上映が行われた。4回のマサラ上映では通常上映を遥かに上回る観客を集め、7月8日『パダヤッパ いつでも俺はマジだぜ!』がマサラ上映でアンコール上映される。銀座シネパトスでは8月に『バーシャ!』が上映され初日初回と最終日最終回でマサラ上映が行われた。9月には神戸アートビレッジセンターと京都みなみ会館で『バーシャ!』が公開されマサラ上映が人気を集める。大阪・東京を中心にして定期的にマサラ上映が行われ動物園前シネ・フェスタは「マサラの聖地」と呼ばれるまでになったが2007年に閉館している。
2001年以後には主に関西の映画ファンによって散発的にマサラ上映が行われていた。2013年春『恋する輪廻 オーム・シャンティ・オーム』が公開された際渋谷のシネマライズでは毎週金曜日にマサラ上映が行われ、マサラ上映の人気が再燃する。渋谷クラブクアトロで行われた爆音マサラ、池袋パルコ屋上で行われた屋上マサラなども話題を呼び、大阪、兵庫、埼玉、広島、京都、千葉など各地の映画館・ライブハウスなどに人気が飛び火した。
2019年新型コロナウイルスの影響で、2021年時点では発声を伴う観覧スタイルは難しくなっているが、新潟県上越市の高田世界館では、発声なくともタンバリン・クラッカー・紙吹雪が使用可能な無言上映を多く実施している。